# 허명회 (통계학자)
허명회 (1955년 8월 ~ )는 대한민국의 통계학자이다. 1984년 9월부터 2020년 8월까지 고려대학교에서 조교수, 부교수, 교수로 재직하였다. 2020년 9월부터 2022년 8월까지 성신여자대학교에서, 그 이후 2024년 8월까지 고려대학교에서 석좌교수로 재직하였다. 2024년 7월, 한국통계학회에서 수여하는 김준보 메달을 받았다. 외삼촌은 권진규 (1922-1973), 어머니는 권경숙 (1927-2024), 아들은 필즈 메달을 수상한 프린스턴 대학교 수학과 교수 허준이이다.